# Шабашов, Александр Павлович
Александр Павлович Шабашов — советский учёный в области горного машиностроения, доктор технических наук (1970), профессор (1971), лауреат Государственной премии СССР.
Родился в Минске 13 февраля 1917 года.
Окончил Уральский индустриальный институт, инженер-механик (1940), был оставлен в аспирантуре.
В 1941—1946 гг. служил в РККА, участник войны (244 тбр 30 тк; 52 оадн ТОФ|63 гв. тбр), старший лейтенант.
В 1946—1957 гг. в УПИ (так с 1948 г. назывался бывший индустриальный институт): аспирант, ассистент, старший преподаватель, доцент кафедры «Подъемно-транспортные машины».
В 1957—1960 гг. директор Свердловского филиала Центрального НИИ горного машиностроения.
В 1960 г. вернулся в УПИ и одновременно в 1961—1977 гг. работал в Свердловском НИИ химического машиностроения: главный конструктор, заместитель директора, с 1966 г. директор.
Автор более 200 печатных работ. Подготовил 15 кандидатов наук.
Лауреат Государственной премии СССР 1976 г. за комплекс оборудования для производства плутония. Награждён орденами Ленина, Трудового Красного Знамени, Красной Звезды (04.09.1943), Отечественной войны II степени, медалью «За победу над Германией в Великой Отечественной войне 1941—1945 гг.».
Умер 15 июля 1984 года.
Сочинения:
- Электрические подъемные краны [Текст] / А. П. Шабашов, М. И. Хрисанов, Г. П. Кропачев ; Под ред. канд. техн. наук А. П. Шабашова. — Москва : Машгиз, 1964. — 260 с. : ил.; 22 см.
- А. Б. Парницкий, А. П. Шабашов, А. Г. Лысяков. Мостовые краны общего назначения. — 5-е изд., перераб. и доп. — М. : Машиностроение, 1980. — 304 с.; 22 см.